# Жёлтые точки

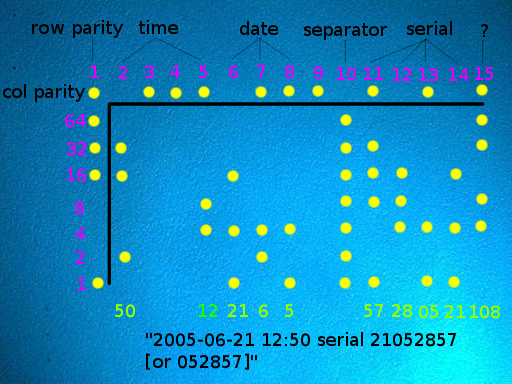
Пример раскодированной информации, предоставленный Electronic Frontier Foundation

Жёлтые точки (также Machine Identification Code (MIC), принтерная стеганография) — метки, ставящиеся многими цветными лазерными принтерами на каждую печатаемую страницу. Приглядевшись, скопление точек можно увидеть по всей странице в местах расположения текста или изображений на расстоянии примерно 2,5 мм друг от друга.

## Распространение

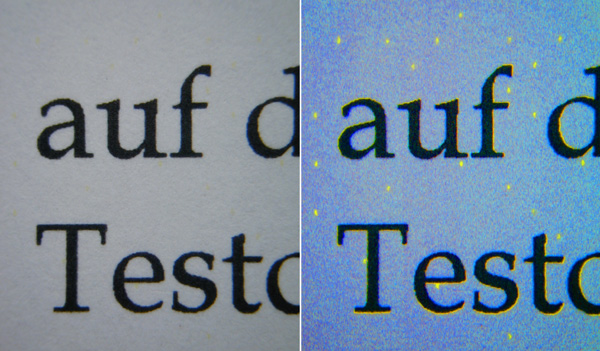
Сравнение участка текста, распечатанного на принтере HP Color LaserJet 3700, в обычном и синем свете

Точки едва видны невооруженным глазом и содержат в себе информацию о серийном номере принтера, а также дате и времени печати. Они обычно наносятся краской жёлтого цвета, благодаря чему малозаметны на белой бумаге. Точки легче разглядеть, если подсветить бумагу источником света. Размещение данных точек является видом стеганографии. Подтверждено использование данного метода в принтерах, выпускаемых большинством производителей данных устройств.

## История возникновения
Введение данной меры, согласно комментариям производителей, являлось частью сотрудничества с правительством, конкурирующими производителями и консорциумом банков, направленного на борьбу с фальшивомонетничеством.
В 2005 году люди из Electronic Frontier Foundation взломали коды, использовавшиеся в принтерах Xerox DocuColor, и опубликовали руководство по их декодированию. Хотя Electronic Frontier Foundation опубликовал результаты своего исследования только в 2005 году, принтеры использовали данную технологию и раньше. Удалось обнаружить метки на отпечатках, изготовленных в девяностых годах.
Специалисты Дрезденского технического университета, проведя в 2018 году исследование свыше 1200 документов, распечатанных на принтерах 18 производителей, подтвердили маркирование моделями принтеров Canon, Dell, Epson, Hewlett-Packard, IBM, Konica Minolta, Lanier, Lexmark, NRG, Okidata, Ricoh, Savin и Xerox. Также в документах были обнаружены новые, ранее неизвестные комбинации кодирования. Только устройства Brother, Samsung и Tektronix из числа рассматриваемых не использовали стеганографию при печати.

## Проблемы анонимности
Отмечается, что использование технологии «жёлтых точек» помогло быстро выявить источник утечки засекреченных данных АНБ в 2017 году, которым оказалась сотрудница подрядной организации Риалити Виннер, пересылавшая новостному сайту (The Intercept) печатные копии секретных материалов. Журналист новостного сайта передал фотокопию материалов сотруднику другого подрядчика для получения подтверждения (сотрудник уведомил руководство о данном обращении), а позже копия материала также была направлена в АНБ для получения комментариев и редактирования перед публикацией.
Существует несколько проектов, позволяющих декодировать, фальсифицировать и удалять из отсканированных документов закодированные данные.